# Celyphus pulchmaculatus
Celyphus pulchmaculatus är en tvåvingeart som beskrevs av Liu och Yang 2002. Celyphus pulchmaculatus ingår i släktet Celyphus och familjen Celyphidae. Inga underarter finns listade i Catalogue of Life.